# Frontière entre l'Islande et la Norvège
La frontière entre l'Islande et la Norvège est une frontière internationale intégralement maritime séparant l'Islande de la Norvège. Elle est constituée d'un segment délimitant la zone économique exclusive de l'Islande de celle de l'île Jan Mayen.
Cette frontière est créée en 1975 lorsque l'Islande étend sa zone économique exclusive de 50 à 200 milles nautiques, mettant alors de facto en contact les zones économiques exclusives islandaises et norvégiennes. Cette extension est la quatrième après celles de 1952, 1958 et 1972.